# Peter Pongratz (Künstler)

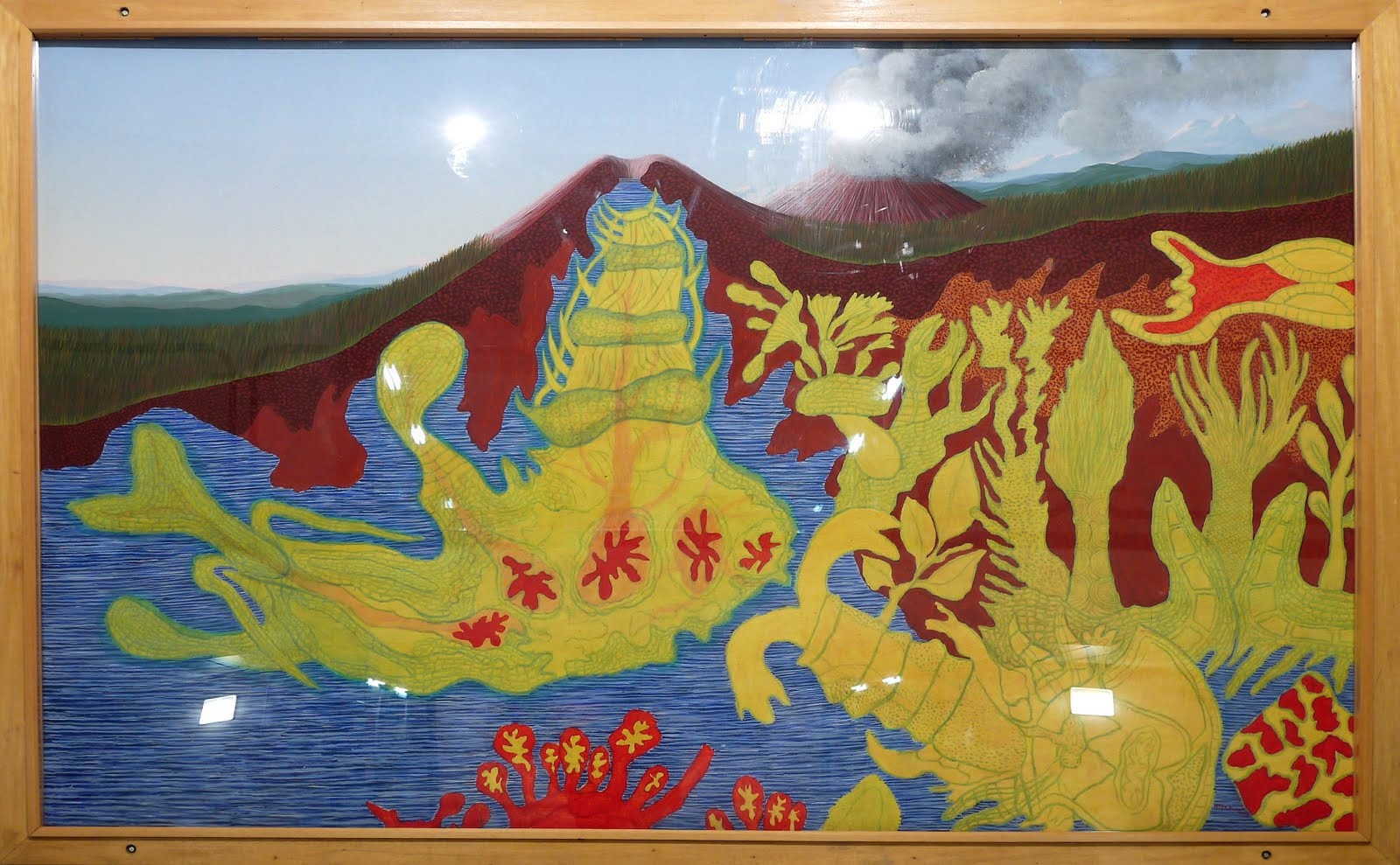
Gemälde in Block B7/B8 in Alterlaa

Peter Pongratz (* 22. Mai 1940 in Eisenstadt) ist österreichischer Maler und  Bühnenbildner.

## Leben
Pongratz wurde in Eisenstadt geboren und ist in Graz aufgewachsen. Er absolvierte zunächst eine Zeichenlehre bei dem Maler und Grafiker Rudolf Pointner (1907–1991). 1954/1955 besuchte er die Fachschulklasse für dekorative Malerei an der Bundeslehranstalt für das Baufach und Kunstgewerbe (später Ortweinschule), wo Hans Wolf und Rudolf Spohn zu seinen Lehrern gehörten. Diese Ausbildung brach er jedoch ab. Er hörte als Gast Architektur-Vorlesungen bei Friedrich Zotter an der Technischen Hochschule Graz, die ihm auch Impulse bezüglich Malerei gaben. Im Rahmen der Künstlergemeinschaft Forum Stadtpark beteiligte er sich mit Mario Decleva am Aufbau einer Radierwerkstatt. Von 1960 bis 1963 studierte Pongratz Malerei an der Akademie der bildenden Künste Wien, wo er die Meisterklasse für Grafik bei Christian Ludwig Martin und dessen Assistenten Maximilian Melcher belegte. 1963/1964 schloss er seine Studien an der Hochschule der bildenden Künste Berlin ab. Dort erlernte er manuelle Druckgrafik bei Friedrich Stabenau. Neben seinen Professoren benannte Pongratz oft den Gugginger Künstler Johann Hauser als seinen eigentlichen Lehrer.
Von 1966 bis 1970 war Pongratz Assistent bei Max Weiler in Wien. Im Jahre 1968 gründete er mit Wolfgang Herzig, Martha Jungwirth, Kurt Kocherscheidt, Franz Ringel und Robert Zeppel-Sperl die Künstlergruppe Wirklichkeiten. Ab 1970 wirkte er als selbständiger Künstler in Wien. Zwischen 1972 und 1989 war er häufig als Bühnenbildner tätig (u. a. Gerhard Roth: Lichtenberg, Elfriede Jelinek: Krankheit oder Moderne Frauen). Seit 1987 lebt Pongratz neben Wien auch regelmäßig auf Korčula. 1988 leitete er die Klasse für Malerei bei der Internationalen Sommerakademie für Bildende Kunst Salzburg.
Pongratz war am Beginn seines künstlerischen Schaffens beim Forum Stadtpark in Graz, und in Zusammenarbeit mit Schriftstellern wie Wolfgang Bauer, Peter Handke und Gerhard Roth. Diese Verbindung zur Literaturszene zieht sich durch bis zum Austrokoffer, welchen er illustrierte.
Pongratz wurde ab 1963 vor allem durch den Abstrakten Expressionismus der Künstlergruppe CoBrA beeinflusst. Seit dieser Zeit weist sein Werk Elemente der Kindermalerei sowie der psychopathologischen, „primitiven“ und prähistorischen Kunst auf.

## Auszeichnungen
- 1965: Joanneum-Kunstpreis
- 1969: Kunstpreis des Landes Steiermark[3]
- 1977: Preis für bildende Kunst des Landes Burgenland
- 1978: Preis der Stadt Wien für Bildende Kunst Kategorie Malerei und Grafik
- 1980: Österreichischer Würdigungspreis für bildende Kunst
- 1997: Würdigungspreis des Landes Steiermark für bildende Kunst[9]
- 2006: Ehrenmedaille der Bundeshauptstadt Wien in Gold

## Werke
- 1976: Das Wirken des Geistes, Wandbild 180 m², Bildungshaus Salzburg St. Virgil
- Deckengemälde der Pfarrkirche St. Ulrich in Sulmeck-Greith
- 1992: Sonderpostmarke Moderne Kunst in Österreich – Peter Pongratz
- 2005: Landvermessung, Illustration des Austrokoffers zur Sammlung österreichischer Literatur nach 1945, ISBN 3-7017-1428-2.

## Ausstellungen
- 1968: Wiener Secession, Gründungsausstellung der Gruppe Wirklichkeiten
- 1975: Retrospektive, Kulturhaus der Stadt Graz
- 2006: Sweet Home Vienna, Österreichische Galerie Schloss Belvedere[10]
- 2008: An der Biegung des Flusses. Greith-Haus, St. Ulrich im Greith[11]
- 2015: Sammlung Essl: Peter Pongratz. Eine Retrospektive. und Die Wilden Jahre.[12]

## Publikationen
- 2006: Sweet Home Vienna Schönstes Buch Österreichs 2006

## Illustrationen
- André Heller, Helmut Qualtinger: Sitzt ana, und glaubt, er is zwa: verlorengeglaubte Gelegenheitsgedichte, Brandstätter, Wien 1996, ISBN 3-85447-659-0.